# Å (Norrköping)
Å es un pequeño pueblo y parroquia del municipio de Norrköping en la provincia de Östergötland, Suecia. Å, que significa arroyo o río pequeño, es un competidor por el título del lugar con el nombre más corto del mundo, aunque otros lugares llamados Å así como Ö e Y pueden hacer la misma afirmación. Como consecuencia, muchos turistas se han aventurado en el pueblo con el único propósito de tomar fotos o robar el letrero del topónimo. La localidad tenía una población de 205 habitantes en el 2000, en un área de 25 km².